# Edoardo Succhielli
Edoardo Succhielli (Civitella in Val di Chiana, 2 aprile 1919 – Arezzo, 25 gennaio 2018) è stato un partigiano italiano.
Medaglia d'argento al valor militare, è stato un comandante partigiano con il nome di battaglia di “Renzino”.

## Biografia
Sottotenente paracadutista della 184ª Divisione paracadutisti "Nembo", in servizio militare in Sardegna, dopo l'8 settembre 1943 rientrò in Toscana e si impegnò nel formare una banda partigiana a cui diede il nome di “Renzino”, da una località nei pressi di Foiano della Chiana, dove nel 1921 alcuni contadini erano stati uccisi da squadre fasciste.
La banda Renzino si attestò tra Cornia, Bollore e Montaltuzzo, località appartenenti ai comuni di Civitella e di Bucine. Essa fu inquadrata come VII banda in seno al Raggruppamento patrioti Monte Amiata.
L'attività della banda consisteva in sabotaggi alle linee telefoniche ed ai presidi repubblichini e tedeschi; cattura di singoli soldati nemici per accaparrarsi le armi e le munizioni; trafugamento di materiali da depositi e magazzini.

### La sparatoria al dopolavoro di Civitella
Per procurarsi un maggior numero di armi, la banda cercava di prendere prigionieri isolati soldati tedeschi. Il 18 giugno 1944 una di queste operazioni, nella sala del dopolavoro di Civitella in Val di Chiana, condusse ad una sparatoria. Nel dopolavoro erano presenti, assieme a parecchi civili, quattro soldati tedeschi. Renzino, assieme a quattro partigiani entrò verso le 21 all'interno, intimando il “mani in alto” ai soldati tedeschi, che quasi tutti ubbidirono. Ma il caporale Camillo Haag, di 20 anni, che a giudizio degli inquirenti inglesi aveva bevuto troppo, tentò di reagire, provocando la reazione di Renzino e la successiva sparatoria degli altri partigiani. Alla fine, due soldati tedeschi (Gustav Bruettger e Ernst Menschig) morirono subito, mentre l'Haag, ferito gravemente al ventre, al petto e al collo, morì il giorno dopo a Firenze. Il quarto, Gerhard Schulz, rimase ferito ad una gamba e, una volta andati via i partigiani ed i civili, scappò dal dopolavoro, portandosi sulle spalle l'Haag. 
La popolazione di Civitella fuggì quasi tutta, per paura di rappresaglie. 

### Altri fatti importanti
I giorni seguenti la banda fu protagonista di altre sparatorie. Il 21 giugno, una squadra della banda, nel tentativo di disarmare due sottufficiali della Feldgendarmerie della Fallschirm-Panzer-Division 1 "Hermann Göring", alla reazione armata di uno di essi, ferì il sergente Otto Fabri, che morì alcuni giorni dopo in un ospedale militare. 
Il 22 giugno, alcuni partigiani andarono ad arrestare la signora Helga Cau, che abitava a Gebbia di Civitella. Di origini svedesi, ma moglie di un italiano, la signora Cau conosceva sette lingue e aveva iniziato a collaborare come interprete con il comando tedesco di Monte San Savino. Dopo la sparatoria del dopolavoro, aveva contribuito ad allontanare i sospetti del comando tedesco dagli abitanti di Civitella, evitando una rappresaglia. La Cau fu portata al comando partigiano, da Succhielli, che la interrogò accertandone la correttezza e quindi le fece fare da interprete per l'interrogatorio di due soldati tedeschi che erano prigionieri presso il comando. La notte seguente, i due soldati riuscirono a fuggire e verosimilmente tornarono al loro comando, raccontando dove si trovava la base partigiana e che la loro interprete faceva il doppio gioco.
Il 23 giugno, di buon mattino, circa 200 soldati tedeschi della Feldgendarmerie citata, accerchiarono la base della banda Renzino in località Montaltuzzo (Bucine). Pur essendo in minor numero (circa 100/120) e peggio armati, i partigiani ingaggiarono una sparatoria che si protrasse per parecchie ore. Nello scontro morì il partigiano Gino Nistri ed alcuni soldati tedeschi. Da quel momento, la banda Renzino perse molti dei suoi effettivi, che scapparono o si spostarono in altre aree. 
Altri episodi, avvenuti prima e dopo questi fatti, contribuirono a far identificare ai tedeschi l'area tra Civitella, Cornia e San Pancrazio, quale pericolosa zona infestata da partigiani.

### Il 29 giugno
Il 29 giugno, fin dalle prime ore del mattino, tre compagnie della divisione Hermann Goering, accerchiarono l'area di Civitella, Cornia e San Pancrazio, con circa 250 morti e più di cento case danneggiate. Si tratta della nota strage, conosciuta come eccidio di Civitella.
Succhielli, accampato a pochi chilometri a nord-est di Civitella, si accorse dell'azione tedesca, e decise di recarsi con i suoi partigiani (circa una quarantina) nel paese, per scontrarsi con i tedeschi, sperando di favorire la fuga di un buon numero di abitanti. Lungo il percorso incontrarono alcuni giovani renitenti, che erano fuggiti appena sentito il rumore dei mezzi tedeschi e fra questi c'era anche Giovan Battista Bacconi, studente di giurisprudenza e vicino alla Resistenza, che sconsigliò Succhielli dal proseguire nel suo tentativo. Convintosi che il gesto avrebbe inasprito di più l'azione tedesca, Succhielli comandò il dietro front.

### Dopo la strage
I giorni seguenti, la banda li passò nascosta tra le colline vicine, bloccata dalla ritirata tedesca, che proprio nella zona di Civitella aveva predisposto una forte linea di difesa.
Finalmente, arretrato il fronte, la banda Renzino si spostò verso sud, entrando per prima nella località Ciggiano, che consegnò alle truppe canadesi.
Dopo aver collaborato con gli Alleati, sia nella ricognizione dietro le linee tedesche, che nell'azione militare per liberare alcune località, come Montaltuzzo, verso la fine di luglio la banda venne sciolta e successivamente, alcuni dei suoi componenti, fra cui lo stesso Renzino, si arruolarono nei Gruppi di Combattimento, proseguendo la lotta per liberare l'Italia del Nord.
Dopo la guerra, Succhielli si presentò alle elezioni comunali nelle liste del PCI e fu eletto sindaco del comune di Civitella, dal 1951 al 1955. Poi fu costretto alle dimissioni, a seguito di una continua persecuzione del prefetto di Arezzo, che alla fine riuscì a farlo trasferire dall'ente per cui lavorava, dalla sede di Arezzo a quella di Sondrio. Succhielli tornò a Civitella solo nel 1961.

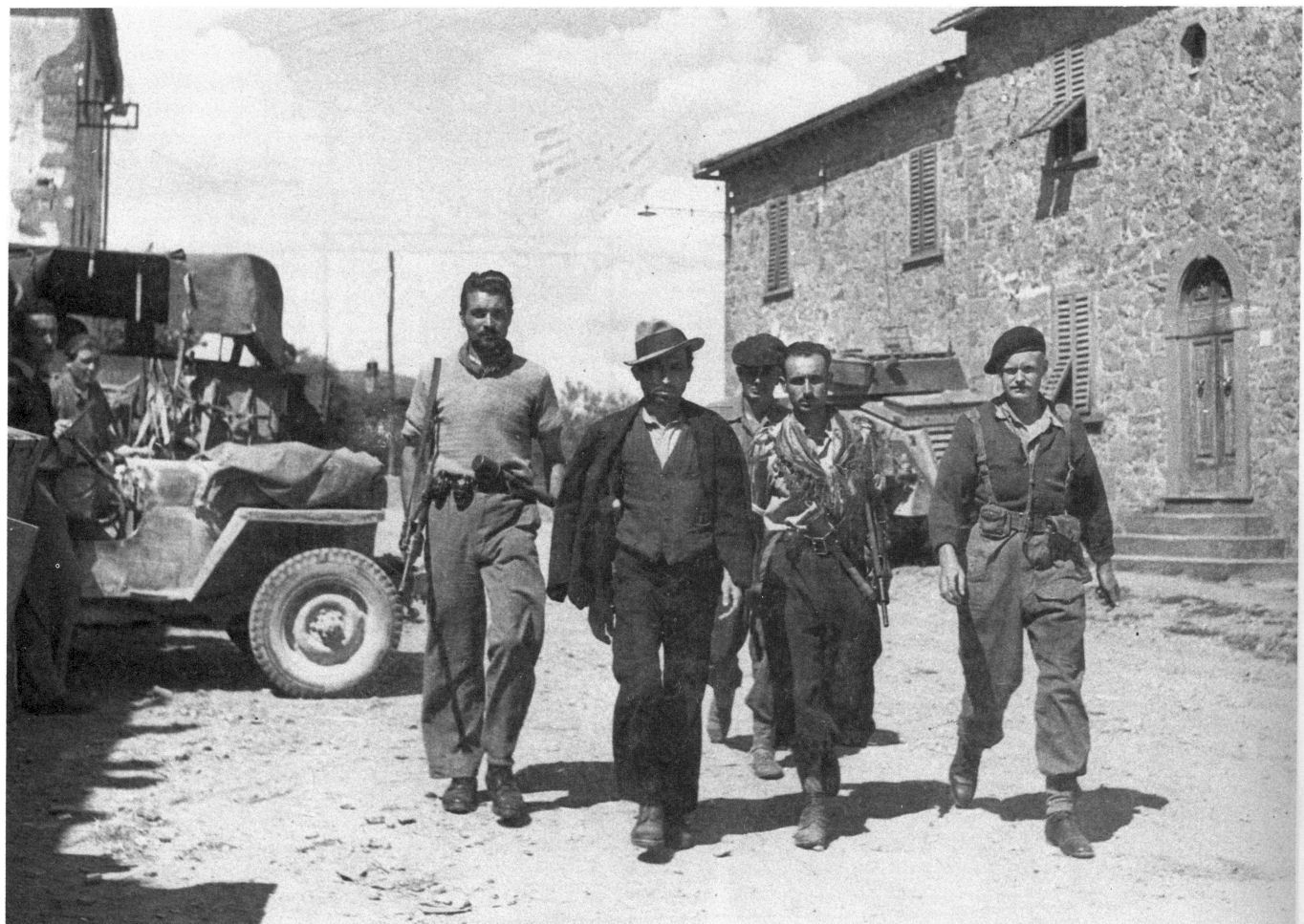